# You'll Be in My Heart
You'll Be in My Heart är en sång skriven av Phil Collins (musik och text). Sången skrevs till Disneys tecknade film Tarzan 1999. Texten handlar om att på utsidan liknar inte Tarzan gorillorna men på insidan är de inte alls olika. Låten sjöngs i original av Phil Collins själv och vann en Oscar för bästa sång på Oscarsgalan 2000.
Den svenska översättningen Du finns inom mig är skriven av Monica Forsberg och framfördes av Pelle Ankarberg.